# Северозападна провинция (Шри Ланка)
Северозападната провинция е една от 9-те провинции на Шри Ланка. Населението ѝ е 2 371 881 жители (2011 г.), а площта — 7812 km2. Намира се в часова зона UTC+05:30. Официални езици са синхалски и тамилски.